# La Roche-Vanneau
La Roche-Vanneau is een gemeente in het Franse departement Côte-d'Or (regio Bourgogne-Franche-Comté) en telt 133 inwoners (2005). De plaats maakt deel uit van het arrondissement Montbard.

## Geografie
De oppervlakte van La Roche-Vanneau bedraagt 13,2 km², de bevolkingsdichtheid is 10,1 inwoners per km².
De onderstaande kaart toont de ligging van La Roche-Vanneau met de belangrijkste infrastructuur en aangrenzende gemeenten.

## Demografie
Onderstaande figuur toont het verloop van het inwonertal (bron: INSEE-tellingen).